# Denver (Norfolk)
Denver is een civil parish in het bestuurlijke gebied King's Lynn en West Norfolk, in het Engelse graafschap Norfolk. Het dorp telt 890 inwoners.
Het dorp ligt iets ten zuiden van de kleine stad Downham Market, aan de rand van het gebied The Fens, nabij de rivier de Great Ouse.